# Llista de bisbes d'Àvila
La llista de bisbes d'Àvila inclou els bisbes antics, així com el llistat ininterromput des de la restauració de la seu avilesa al segle xii, després de l'expulsió dels musulmans per part dels cristians. La llista inclou també els prelats que n'han estat administradors i, altrament, els electes que no van arribar a prendre'n possessió.
| Titular                                                                                            | Període     | Nota                                                          | Ref.  |
| -------------------------------------------------------------------------------------------------- | ----------- | ------------------------------------------------------------- | ----- |
| Segon                                                                                              |             |                                                               |       |
| Priscil·lià                                                                                        | ca. 381-385 |                                                               |       |
| Sense dades entre 385 i 610.                                                                       |             |                                                               |       |
| Justinià                                                                                           | ca. 610     |                                                               |       |
| Teodogi                                                                                            | ca. 633     |                                                               |       |
| Eustoqui                                                                                           | ca. 646     |                                                               |       |
| Amanung                                                                                            | ca. 653-656 |                                                               |       |
| Asfali                                                                                             | ca. 666-681 |                                                               |       |
| Unigi                                                                                              | ca. 683     |                                                               |       |
| Joan I                                                                                             | ca. 688-693 |                                                               |       |
| Entrada dels musulmans a la diòcesi. No hi ha dades fins a la recuperació i restauració de la seu. |             |                                                               |       |
| Jeroni de Perigord                                                                                 | 1103-1120   |                                                               |       |
| Pedro                                                                                              | 1121        | Prelat electe, probablement mort abans de prendre possessió.  |       |
| Sancho I                                                                                           | 1121-1133   |                                                               |       |
| Íñigo                                                                                              | 1133-1158   | Germà de l'anterior.                                          |       |
| Sancho II                                                                                          | 1160-1181   |                                                               |       |
| Domingo I                                                                                          | 1182-1187   |                                                               |       |
| Domingo II                                                                                         | 1187-1190   |                                                               |       |
| Juan II                                                                                            | 1191-1195   |                                                               |       |
| Jacobo                                                                                             | 1195-1203   |                                                               |       |
| Pedro Instancio                                                                                    | 1205-1212   |                                                               |       |
| Domingo Blasco Dentudo                                                                             | 1213-1239   |                                                               |       |
| Benito II                                                                                          | 1241-1259   |                                                               |       |
| Domingo Suárez                                                                                     | 1263-1271   |                                                               |       |
| Domingo Martínez                                                                                   | 1273        | Prelat electe, mort el mateix any abans de prendre possessió. |       |
| Aymar                                                                                              | 1274-1284   |                                                               |       |
| Fernando                                                                                           | 1284-1292   |                                                               |       |
| Pedro González Luján                                                                               | 1293-1312   |                                                               |       |
| Sancho Blázquez Dávila                                                                             | 1312-1355   |                                                               |       |
| Gonzalo Fernández de la Torre                                                                      | 1355-1361   |                                                               |       |
| Alfonso Fernández de Córdoba                                                                       | 1361-1371   |                                                               |       |
| Alfonso II                                                                                         | 1372-1378   |                                                               |       |
| Diego de los Roeles                                                                                | 1378-1394   |                                                               |       |
| Alonso de Egea                                                                                     | 1395-1403   |                                                               |       |
| Juan Ramírez de Guzmán                                                                             | 1403-1424   |                                                               |       |
| Diego Gómez de Fuensalida                                                                          | 1424-1436   |                                                               |       |
| Juan de Cervantes                                                                                  | 1437-1441   | Administrador apostòlic                                       |       |
| Lope de Barrientos                                                                                 | 1441-1445   |                                                               |       |
| Alonso de Fonseca el Vell                                                                          | 1445-1454   |                                                               |       |
| Alonso Fernández de Madrigal                                                                       | 1454-1455   |                                                               |       |
| Martín Ferández de Vilches                                                                         | 1456-1469   |                                                               |       |
| Alonso de Fonseca y Quijada                                                                        | 1469-1485   |                                                               |       |
| Hernando de Talavera                                                                               | 1485-1493   |                                                               |       |
| Francisco Sánchez de la Fuente                                                                     | 1493-1496   |                                                               |       |
| Alonso Carrillo de Albornoz                                                                        | 1496-1514   |                                                               |       |
| Francisco Ruiz                                                                                     | 1514-1528   |                                                               |       |
| Rodrigo Sánchez de Mercado                                                                         | 1530-1548   |                                                               |       |
| Diego de Álava y Esquivel                                                                          | 1548-1558   |                                                               |       |
| Diego de los Cobos y Molina                                                                        | 1559-1560   |                                                               |       |
| Álvaro Hurtado de Mendoza                                                                          | 1560-1577   |                                                               |       |
| Sancho Busto de Villegas                                                                           | 1578-1581   |                                                               |       |
| Pedro Fernández de Temiño                                                                          | 1581-1590   |                                                               |       |
| Jerónimo Manrique de Lara                                                                          | 1591-1595   |                                                               |       |
| Juan Velázquez de las Cuevas                                                                       | 1596-1598   |                                                               |       |
| Lorenzo de Otaduy y Avendaño                                                                       | 1599-1611   |                                                               |       |
| Juan Álvarez de Caldas                                                                             | 1612-1615   |                                                               |       |
| Francisco de Gamarra                                                                               | 1616-1626   |                                                               |       |
| Alonso López Gallo                                                                                 | 1627        | Prelat electe, no va prendre possessió.                       |       |
| Francisco Márquez de Gaceta                                                                        | 1627-1631   |                                                               |       |
| Pedro Cifuentes de Loarte                                                                          | 1632-1636   |                                                               |       |
| Diego de Arce y Reinoso                                                                            | 1638-1640   |                                                               |       |
| Juan Vélez de Valdivieso                                                                           | 1641-1645   |                                                               |       |
| José de Argáiz y Pérez                                                                             | 1645-1654   |                                                               |       |
| Bernardo de Atayde                                                                                 | 1654-1656   |                                                               |       |
| Martín de Bonilla                                                                                  | 1657-1662   |                                                               |       |
| Francesc de Rojas-Borja i Artés                                                                    | 1662-1673   |                                                               |       |
| Juan Asensio Barrios                                                                               | 1673-1682   |                                                               |       |
| Diego Ventura Fernández de Angulo                                                                  | 1683-1700   |                                                               |       |
| Gregorio Solórzano Castillo                                                                        | 1700-1703   |                                                               |       |
| Baltasar de la Peña y Avilés                                                                       | 1703-1705   |                                                               |       |
| Froilán Díaz de Llanos                                                                             | 1705-1708   | Presentat, però no va ser confirmat i hi renuncia.            |       |
| Francisco Solís y Hervás                                                                           | 1709-1714   | Prelat electe, nomenat administrador.                         |       |
| Julián Cano y Tevar                                                                                | 1714-1720   |                                                               |       |
| José del Yermo Santibáñez                                                                          | 1720-1728   |                                                               |       |
| Pedro de Ayala                                                                                     | 1728-1738   |                                                               |       |
| Narcís de Queralt i Reart                                                                          | 1738-1743   |                                                               |       |
| Pedro González García                                                                              | 1743-1758   |                                                               |       |
| Romualdo Velarde y Cienfuegos                                                                      | 1758-1766   |                                                               |       |
| Miguel Fernando Merino                                                                             | 1766-1781   |                                                               |       |
| Antoni de Sentmenat i de Cartellà                                                                  | 1783-1784   |                                                               |       |
| Julián de Gascueña y Herráiz                                                                       | 1784-1796   |                                                               |       |
| Francisco Javier Cabrera y Velasco                                                                 | 1797-1799   |                                                               |       |
| Rafael Múzquiz Aldunate                                                                            | 1799-1801   |                                                               |       |
| Manuel Gómez Salazar                                                                               | 1802-1815   |                                                               |       |
| Rodrigo Antonio de Orellana                                                                        | 1818-1822   |                                                               |       |
| José Antonio García Texero                                                                         | 1823        | Prelat electe, actua només com a administrador.               |       |
| Ramón María Adurriaga Uribe                                                                        | 1824-1841   |                                                               |       |
| Manuel López Santisteban                                                                           | 1848-1852   |                                                               |       |
| Gregorio Sánchez Rubio                                                                             | 1852-1854   |                                                               |       |
| Juan Alfonso de Albuquerque Berión                                                                 | 1854-1857   |                                                               |       |
| Fernando Blanco y Lorenzo                                                                          | 1857-1875   |                                                               |       |
| Pedro José Sánchez-Carrascosa                                                                      | 1882-1886   |                                                               |       |
| Ramón Fernández de Pierola                                                                         | 1887-1889   |                                                               |       |
| Juan Muñoz y Herrera                                                                               | 1890-1895   |                                                               |       |
| José María Blanco y Barón                                                                          | 1895-1897   |                                                               |       |
| Joaquín Beltrán y Asensio                                                                          | 1898-1917   |                                                               |       |
| Enric Pla i Deniel                                                                                 | 1918-1935   |                                                               |       |
| Santos Moro Briz                                                                                   | 1935-1968   |                                                               |       |
| Maximino Romero de Lema                                                                            | 1968-1973   |                                                               |       |
| Felipe Fernández García                                                                            | 1976-1991   |                                                               |       |
| Antonio Cañizares Llovera                                                                          | 1992-1996   |                                                               |       |
| Adolfo González Montes                                                                             | 1997-2002   |                                                               |       |
| Jesús García Burillo                                                                               | 2003-2023   |                                                               |       |
| Jesús Rico García                                                                                  | 2023-Avui   |                                                               | [ 1 ] |